# 北極狐作戦
北極狐作戦(ほっきょくきつねさくせん、ドイツ語: Unternehmen Polarfuchs)とは、第二次世界大戦中の1941年7月に始まった、ムルマンスク鉄道が通るカンダラクシャとルウキを攻略し、ムルマンスク鉄道の遮断を計ったドイツ軍とフィンランド軍の作戦。ドイツ軍の戦力不足、フィンランド軍の政治的理由による消極姿勢から、どちらの目標も攻略できず、作戦は11月に打ち切られた。

## 背景
第一次大戦中に、ムルマンスクとレニングラード(現サンクトペテルブルク)の間に、ムルマンスク鉄道が建設された。ムルマンスクは、高緯度にもかかわらず暖流のおかげで、1年を通して港が氷結しない不凍港で、伝統的にロシアにとって重要な西側との交易拠点であった。その後、ムルマンスク鉄道は、ベロモルスクからアルハンゲリスク方面へ分岐する支線が建設され、レニングラードを経由せずにアルハンゲリスク、モスクワ方面とつながった。この為、ムルマンスク鉄道のモスクワ方面への接続を断つためには、ムルマンスクからベロモルスクの間を占領する必要があった。
1940年3月のモスクワ講和条約で、ムルマンスク鉄道に近いサッラ地区の一部はソ連に割譲され、国境線は約100km西へ移動した。カンダラクシャとサッラの間には、条約後にソ連によって鉄道が曳かれた。モスクワ講和条約により、ケミヤルヴィとサッラの間の鉄道建設がフィンランドに課されていて、1941年当時は建設中であった。フィンランド側では、ケミヤルヴィまでは鉄道があり、ケミヤルヴィとカンダラクシャの間には、比較的良好な道路があった。サッラ地区は、北極圏に属し、真夏は白夜で、日が沈まない。11月以降は、大量の積雪と日照時間の短縮で、作戦行動には適さない。あたりは、針葉樹の森林の中に丘陵と多数の湖が散在する人口希薄地帯である。ケミヤルヴィからカンダラクシャまでは、直線距離で約190kmほどである。
1940年12月に、ヒトラーが総統指令21号で1941年春の対ソ開戦を決意すると、1941年1月より、ドイツ軍とフィンランド軍の間で、対ソ作戦の協同立案がなされ、銀狐作戦として纏められた。本作戦は、銀狐作戦の支作戦でムルマンスク鉄道の遮断を狙うもので、攻略目標は、カンダラクシャとルウキであった。作戦は、ノルウェー駐留軍のもとで行われることになり、フィンランド軍部隊も指揮下に置かれた。

## 作戦計画
作戦構想としては、攻勢軸は2つあり、ひとつは、XXXVI軍団によるカンダラクシャを目指すもの。もうひとつは、フィンランドIII軍団による、ルウキ、ケミの攻略を目指すもの。ルウキ、ケミはいずれもムルマンスク鉄道のモスクワ方面への分岐があるベルモルスクより北にあり、予想されるロシア本土側からのソ連軍反撃を制止できる。XXXVI軍団は、カンダラクシャを攻略後、北上して、ペツァモからムルマンスクへ進撃する山岳軍団と協同して、冬の到来する10月以前にムルマンスクを攻略するというものであった。ケミヤルヴィ-カンダラクシャ間は幹線道路が一本あるだけで、それ以外のところはラップ人の使う小径以外の道路はなく車両輸送には問題があった。フィンランド軍部隊は極地戦や森林戦に熟練しており適した装備を有していたが、XXXVI軍団のドイツ軍はいずれも普通の歩兵部隊でそうではなかった。

## 両軍の戦闘序列

### ドイツ軍
- ノルウェー駐留軍(ニコラウス・フォン・ファルケンホルスト上級大将)
  - XXXVI軍団(ハンス・ファイゲ騎兵大将) ケミヤルヴィ→サッラ→カンダラクシャ→ムルマンスク
    - 第169歩兵師団
    - SS師団ノッド
    - フィンランド第6師団 1個連隊欠

  - フィンランドIII軍団(ヤルマル・シーラスヴォ少将)
    - フィンランド第3師団 1個連隊追加
- 第5航空艦隊
  - 作戦機　約60.[1]

## 戦いの推移

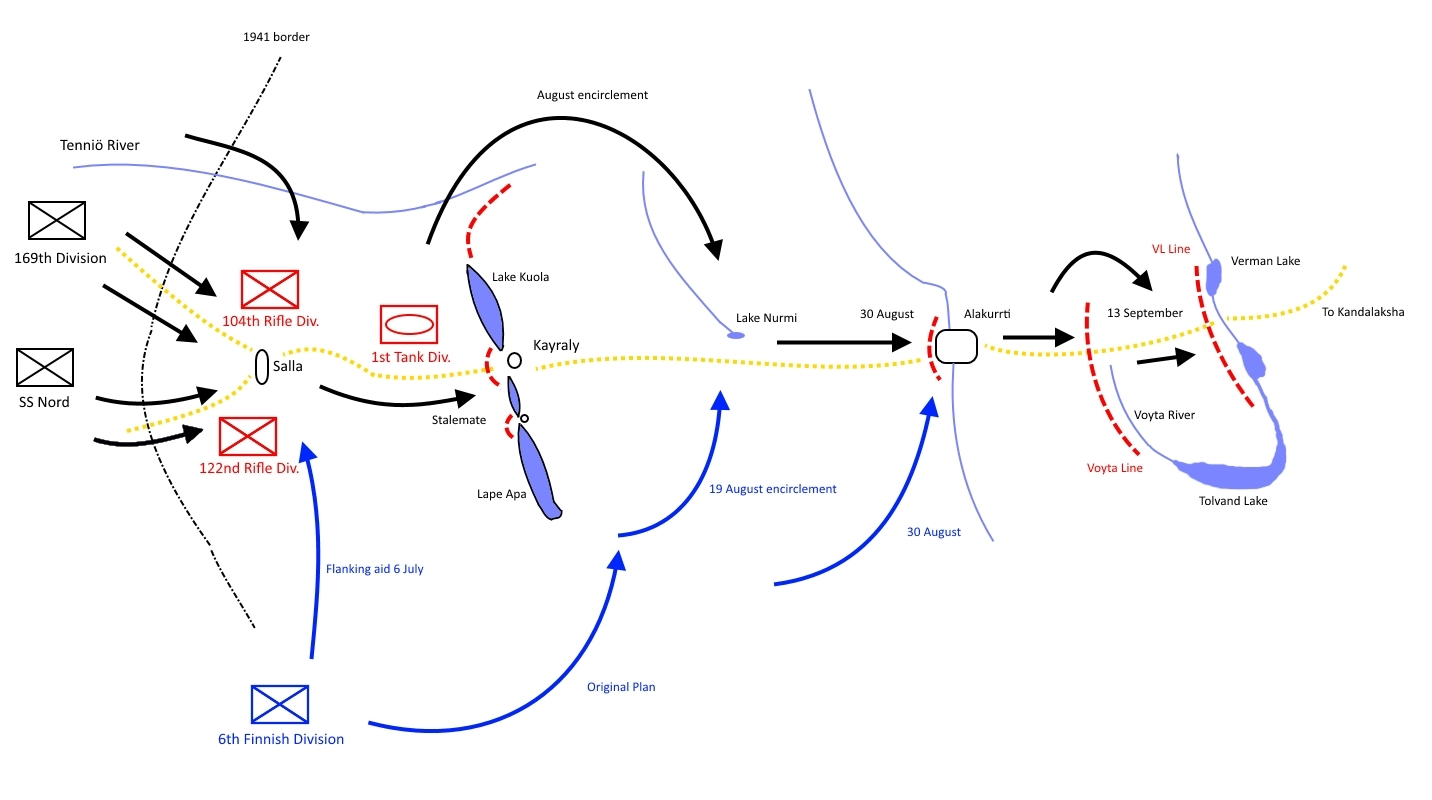
XXXVI軍団の進撃 1941/7 – 1941/9

### ソ連軍
- 第14軍